# プロクター・アンド・ギャンブル
プロクター・アンド・ギャンブル（英：The Procter & Gamble Company）は、アメリカ合衆国オハイオ州に本拠を置く世界最大の一般消費財メーカーである。略称はP&G（ピーアンドジー）。日本でもP&Gジャパンを展開している。

## 概要

1990年-2002年のP&Gのコーポレートロゴ

1837年にローソク業者のウィリアム・プロクターと石鹸業者のジェームス・ギャンブルの共同出資により設立された。洗剤や化粧品などの一般消費財を製造販売する企業で、世界最大の一般消費財メーカーである。ホームケア製品、紙製品（パンパース）、化粧品（マックスファクター）、ヘアケア製品（ヴィダルサスーン、パンテーン、h&s、ハーバルエッセンス）、ヘルスケア製品（歯磨剤 Crest）など多数の事業を保有し、世界180カ国以上で事業展開している多国籍企業。世界でも収益性の非常に優れた企業として知られている。マーケティングに極めて力を入れる企業として知られ、社内でのブランド・マネジャー相互の競争はきわめて激しいという。ビジネス誌フォーチュンにて、「社員の能力」が業種を超えて世界ランキング第1位に選ばれており、人材輩出企業としても評価が高い。P&Gのブランド戦略は、経営学修士(MBA)のケーススタディの題材としてもよく取り上げられる。
日本法人本社は神戸市にある。日本市場での展開は、世界各国のP&G系列商品を全てP&G日本法人で取り扱っているわけではなく、商品の種類、ブランドによっては別会社がディーラーとなっている場合もある。
紙・パルプ業界でも有名な企業で、2022年現在、紙・パルプ関連売上高において世界第3位の規模を持つ。

## 買収した企業
- リチャードソン・ヴイックス（英: Richardson-Vicks）社（医薬品・日本では日本ヴイックスとして営業していた） - 1985年買収
  - パンテーン（かつてロシュ社の手掛けていた女性向けシャンプー・コンディショナー事業） - 1983年ヴイックスが買収し一部門となる（それまで日本国内では旧日本ロシュ（製造）とシオノギ製薬（発売・販売）がそれぞれ製販を分担して請け負っていた）
- マックスファクター社（化粧品・現在同社の化粧品事業と一部家庭用品事業を担う） - 1991年買収
- クレイロール（英: Clairol）（米医薬品大手ブリストルマイヤーズ・スクイブの化粧品事業。ただし、シーブリーズは資生堂に売却された）
- アイムスカンパニー（英: Iams）（ペットフード・日本ではアイムスジャパンとして営業していた） - 1999年買収
- ウエラ（ヘアケア用品・日本法人はウエラジャパンとして営業していた） - 2003年買収
- ジレット社（替刃式剃刀のジレット、電気製品のブラウン、乾電池のデュラセル） - 2005年買収

## 売却した事業
日本市場における事業売却はP&Gジャパン#歴史を参照。
- クレアラシル （2000年に英: ブーツ・ヘルスケアに売却後、同社ごと英国レキットベンキーザーに買収される）
- プリングルズ （2012年にシリアル食品大手の米国ケロッグ社に売却）
- 医療用医薬品 （2009年に米国ワーナー・チルコット社に売却）
- 一般用医薬品 （2011年にイスラエル・テヴァ製薬産業のOTC事業と統合し、PGTヘルスケアを設立）
- アイムス、ユーカヌバなどのペットフード事業（2014年にペットフード大手の米国マースに売却）
- マックスファクター、ウエラなどの化粧品・美容関連事業（SK-II、オレイ（英語版）を除く）（2015年にコティに売却）